# 盘螺总科
盘螺总科（學名：Valvatoidea）是一種微小的異鰓類下異鰓類支序的腹足綱軟體動物總科，包括有淡水螺和海螺。

## 分類

### 2005年分類
根據2005年的《布歇特和洛克羅伊的腹足類分類》，本分類元是下異鰓類之下的一個總科，包括下列三個現生科與一個化石科：
- Cornirostridae科 Ponder, 1990
- Hyalogyrinidae科 Warén & Bouchet, 1993[5][6]
- † Provalvatidae科 Bandel, 1991[7]
- 盘螺科 Valvatidae Gray, 1840

過往WoRMS除了上述四個科以外，還包括Xylodisculidae科 Warén, 1992。這個科在《布歇特和洛克羅伊的腹足類分類》被歸為下異鰓類之下的總科地位未定分類，但與本總科的四個科的物種都有扇狀齒舌（rhipidoglossate hyalogyrinid radula）。

### 2017年分類
根據2017年的《布歇特等人的腹足類分類》，下異鰓類改稱「下異鰓下綱」；此外Xylodisculidae科與Orbitestellidae科合組成為Orbitestelloidea總科，不再屬於本總科。有其他文獻不同意盤螺總科這個分類單元，指除了形態近似以外，基本上與盤螺科關係不大，所以採納了另外的不分等（non-ranked）上層分類「外鰓類」以取代本分類:3。